# Priceville
Priceville es un pueblo ubicado en el condado de Morgan en el estado estadounidense de Alabama. En el censo de 2000, su población era de 1631.

## Demografía
En el 2000 la renta per cápita promedia del hogar era de $ 51.875$, y el ingreso promedio para una familia era de 55.885$. El ingreso per cápita para la localidad era de 22.056$. Los hombres tenían un ingreso per cápita de 37.679$ contra 28.750$ para las mujeres.

## Geografía
Priceville está situado en 34°31′16″N 86°52′47″O / 34.52111, -86.87972 (34.521001, -86.879678).
Según la Oficina del Censo de los EE. UU., la ciudad tiene un área total de 5.16 millas cuadradas (13.36 km²).